# VLM Airlines (2017)
VLM Airlines (Brüssel) war eine belgische Charterfluggesellschaft mit Sitz in Zaventem und Basis auf dem Flughafen Brüssel-Zaventem. Sie entstand im November 2017 als Schwesterunternehmen der Regionalfluggesellschaft VLM Airlines.

## Geschichte
Die niederländische Holdinggesellschaft SHS Aviation B.V., die Ende 2016 die in Antwerpen beheimatete Regionalfluggesellschaft VLM Airlines aufgekauft hatte, erwarb Anfang November 2017 zwei Airbus A320 sowie das Air Operator Certificate (AOC) der Thomas Cook Airlines Belgium. Das AOC und die Flugzeuge wurden zum Aufbau der eigenständigen, in Brüssel ansässigen Fluggesellschaft VLM Airlines (Brüssel) genutzt, die im Leasinggeschäft aktiv war und ACMI-Vermietungen anbot.
Im Februar 2018 veräußerte SHS Aviation B.V. die VLM Airlines (Brüssel) an die niederländische SF Aviation Holding BV. Ein Airbus A320 wurde im Frühjahr 2018 an Thomas Cook zurückgegeben und der verbleibende Airbus A320 im Sommer 2018 für Condor betrieben, bevor man ihn Ende Oktober 2018 an Thomas Cook Airlines Balearics abtrat. Am 16. Juli 2018 erweiterte VLM Airlines (Brüssel) ihre Flotte mit einem Airbus A321 aus dem Bestand der britischen Monarch Airlines.
Im Oktober 2018 wurde bekannt, dass die Muttergesellschaft der VLM Airlines (Brüssel) an einer Übernahme der insolventen Small Planet Airlines Deutschland interessiert sei. Die Verhandlungen führten jedoch bis zum 31. Oktober 2018 zu keinem Ergebnis und Small Planet Airlines Deutschland stellte den Flugbetrieb ein. Am 9. November 2018 wurde bekannt, dass SF Aviation Holding die Small Planet Airlines Deutschland doch noch übernehmen wolle. Es wurde eine Vorvereinbarung, die jedoch keine Kaufverpflichtung auslöst, unterfertigt. Die Reaktivierung des Flugbetriebes sollte in den nächsten sechs Monaten geschehen, da sonst das Air Operator Certificate (AOC) der Small Planet Airlines Deutschland verfallen würde. Ende November 2018 wurde bekannt, dass der Verkauf an die SF Aviation Holding gescheitert war.
Im Dezember 2018 nahm die Leasinggesellschaft AerCap die einzige Maschine der VLM Airlines, einen Airbus A321-200, zurück. Geschäftsführer Harm Prins gab hierzu an, dass die Rückgabe in Einvernehmen mit dem Leasinggeber stattfände und dass die Maschine bei Bedarf wieder reaktiviert werden könne. Zu diesem Zeitpunkt visierte VLM Airlines (Brüssel) den Einsatz zweier Airbus A330 in der Sommersaison 2019 an. Am 18. Dezember 2018 meldete VLM Airlines (Brüssel) Insolvenz an und gab bekannt, dass die Umsatzerlöse aus dem Sommer 2018 nicht ausreichen würden, die schwächere Wintersaison zu überbrücken.

## Flotte
Mit Stand Dezember 2018 bestand die Flotte der VLM Airlines aus einem 12,7 Jahre alten Airbus A321:
| Flugzeugtyp     | Anzahl | bestellt | Anmerkungen | Sitzplätze |
| --------------- | ------ | -------- | --- | ---------- |
| Airbus A321-200 | 1      | –        | inaktiv und kurzzeitig am Flughafen Montpellier abgestellt; zum damaligen Zeitpunkt temporär an Leasinggesellschaft zurückgegeben | 220        |
| Gesamt          | 1      | –        | |            |